# Manderley Castle
Manderley Castle (irsk: Caisleán Mhanderley), tidligere "Victoria Castle" og "Ayesha Castle" er stor krenneleret herregård opført i viktoriansk stil, der ligger i Killiney, County Dun Laoghaire-Rathdown i Irland. Det er ejet af sangeren Enya.
Bygningen blev opført i 1840 af dommeren Robert Warren med navnet Victoria Castle' for at hylde dronning Victorias tronbestigelse.
Herregården har 14.000 m2 park. Der har været en "hemmelig" tunnel i bunden af haven, der har givet adgang til standen ved Killiney, men den er blevet blokeret.
Enya købte den i 1997 for €3,8 millioner, hvor hun skulle have overbudt Michael Flatley. Enya omdøbte huset til "Manderley", efter Daphne du Mauriers roman Rebecca fra 1938, hvor et fiktivt hus med samme navn spiller en stor rolle.